# 沉默的主角
在電子遊戲裡，沉默的主角是指遊戲裡的玩家角色在整個遊戲裡沒有任何一句對白。它可能自始至終都不出聲，或是僅在受傷時發出哀嚎、僅在回答問題時做出簡短回答、僅在玩家看不見的場景說話。沉默的主角可以讓遊戲增添神秘感和不確定性，或是增加游戏者对主角的认同性。沉默的主角也可能是一個無名氏。

## 起源
有些人認為沉默的主角起源於角色扮演遊戲，這種遊戲原本是紙筆遊戲，例如《龍與地下城》，當遊戲轉移到電子螢幕上時、由於遊戲的機制和情節依靠圖片和動作便能處理，是故不需要任何的口頭對話。無論是玩家或是他所扮演的主要角色，都不在現實中或遊戲裡說話。

## 運用
很多遊戲都將主角設計為沉默的，可能是因為技術、時間或預算上的限制，也可能是為了敘事而如此設定。《迷霧之島》的主角就是一個沉默的主角，因為該角色只是玩家的化身，對話對遊戲沒有幫助。另一個例子是《俠盜獵車手III》的主角，沉默的他能接納更多不同個性和背景的玩家來控制。
2012年的《冤罪殺機》和2011年的《上古卷軸V：無界天際》的主角都只會在敲打碰撞時發出聲音，不過某些情況下、他們可以從一個列表裡選擇被設定好的回答，或是僅將說話的額度用在於地圖間移動時。例如在《冤罪殺機》裡，玩家可以選擇告訴船長自己已經準備好前往下一個區域。
在曾出品《戰慄時空》系列和《傳送門》（此兩款遊戲皆有沉默的主角）的維爾福任職的Marc Laidlaw表示，他不建議主角始終不發一語，因為這會在開發遊戲的過程中造成困擾。不過他也指出、將主角設定為沉默的，可以激發更多的創造力。

## 評論
沉默的主角根據在遊戲裡的表現毀譽參半，讚揚的評論包括幫助玩家沉浸於遊戲中，例如《戰慄時空》、《瑪利歐》系列和《薩爾達傳說》；而批评观点认为，主角缺乏溝通的能力能会阻礙剧情發展。其它的評論則認為，如果希望玩家沉浸在遊戲裡，更應該讓主角說話，因為玩家會在情節安排下自然而然地發出聲音，身為玩家化身的主角就不應該沉默。